# Rua
Rua (Ru'a o Rashu) era el lloc habitat per una de les principals tribus aramees de la Baixa Mesopotàmia. L'estat de Rua dominava la regió a l'entorn de Nippur al centre del país.
Sargon II va sotmetre el territori durant la campanya del 710 aC contra Babilònia; el seu rei Nabu-zer-ibni, va fugir a Damasc (709 aC) i Sargon va agregar el seu territori a la província de Gambulu. El 692 aC la tribu formava part de la coalició que va enfrontar als assiris a la batalla de Khalule, prop de Samarra.